# Leichenbrand

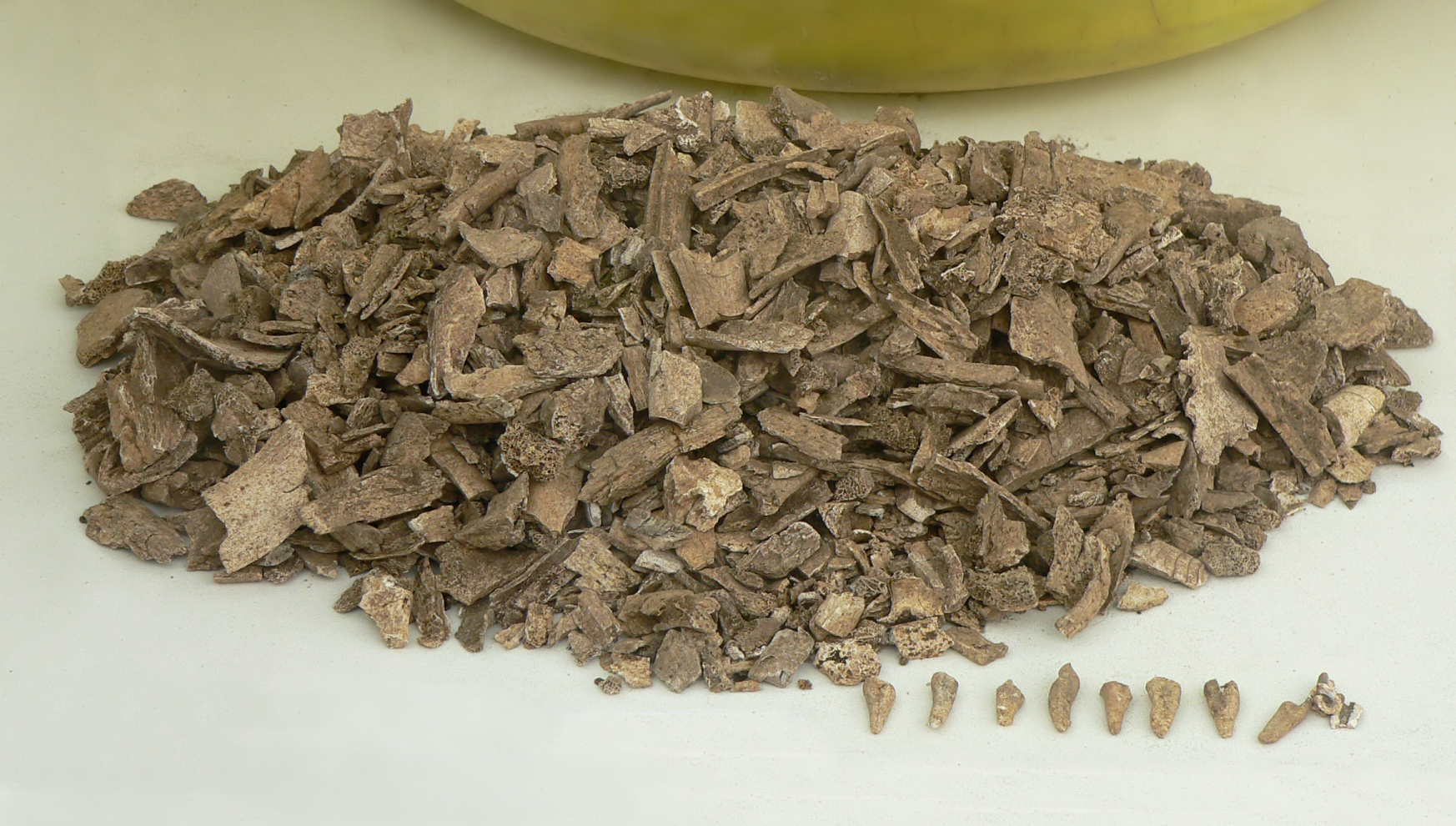
Leichenbrand der Eisen- und kaiserzeitlichen Siedlung bei Lemke, vorne rechts menschliche Zähne

Leichenbrand (engl. cremation) ist die Bezeichnung für die Asche von Toten nach einer Brandbestattung. Die Bezeichnung wird vor allem in der archäologischen Literatur verwendet.
Im engeren Sinne bezieht sich der Ausdruck Leichenbrand meist auf die verbrannten und kalzinierten Knochen der Verstorbenen.
Leichenbrand ist in archäologischen Untersuchungen ein wichtiger Anhaltspunkt, um den Bestattungsritualen der Vergangenheit auf die Spur zu kommen. So gibt die Verteilung des Leichenbrandes im Grab einen Hinweis darauf, ob die Bestattung der Asche in einem organischen Behälter vorgenommen wurde. Auch bei der Unterscheidung von Verbrennungsplätzen und sonstigen Feuerstellen auf ur- und frühgeschichtlichen Gräberfeldern spielt er eine wichtige Rolle. Für die Paläodemographie und für anthropologische Untersuchungen kann er hingegen oft nur bedingt herangezogen werden.